# Filippo Massaroni
Filippo Massaroni (Norcia, 19 luglio 1945) è un ex culturista italiano, è stato campione di Mister Universo a livello amatoriale (AAU Mr. Universe) nella categoria "medium", nel 1981 e vicecampione, tra i professionisti (NABBA Mr. Universe), nel 1984.

## Biografia
Nato a Norcia (PG) nel 1945. Si laurea in S. Biologiche alla Sapienza di Roma. Sposato con Tina Bellini. Due figli. Negli anni settanta e ottanta, dopo la vittoria in numerose competizioni nazionali di Bodybuilding, partecipa a numerose competizioni internazionali. Partecipa a Mr. Universo nella categoria amatoriale medie taglie ottenendo un primo posto e, sul finire di carriera, un secondo posto nelle competizioni di Mr. Universe e Mr. World riservato ai professionisti.Terminata la carriera di atleta, Massaroni è divenuto direttore della sezione italiana della NABBA (National Amateur Bodybuilders Association). Si Specializza col Prof. Bosco Carmelo in S. Motorie. Professionalmente è un docente di ruolo in Matematica e Scienze. Tiene lezioni sul Resistance Training nel corso di S. Motorie insegnamento Fitness, nell'Università "Tor Vergata" di Roma. Collabora con la storica rivista Cultura Fisica fin dagli anni '80. Ha ideato un suo personale metodo di allenamento che ha chiamato "tecnica delle serie interrotte". Partecipa a conferenze dove si mettono in evidenza i benefici del resistance Training sulla salute ed il benessere, partecipa attivamente contro l'uso di farmaci nello sport.

## Palmarès

### Amatori
1976
- a Mr. Italy[1]

1978 
1º campionato europeo wabba
1979
- al World Championships - WABBA (categoria medium)[1]

1980
- a Mr. Universo - NABBA (categoria medium)[1]

1981
- a Mr. Universo - NABBA (categoria medium)[1]

### Professionisti
1984
- a Mr. Universo - NABBA[1]
- al World Championships - NABBA[1]